# Die schöne Asa

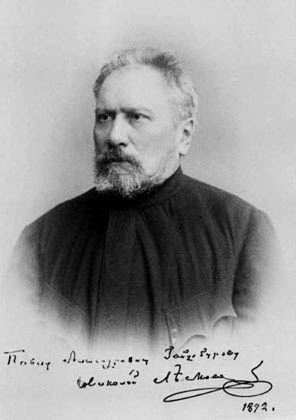
Nikolai Leskow im Jahr 1872

Die schöne Asa (russisch Прекрасная Аза, Prekrasnaja Asa) ist eine Erzählung des russischen Schriftstellers Nikolai Leskow, die am 5. April 1888 in der Sankt Petersburger Tageszeitung Nowoje wremja erschien. Der Autor hatte den Stoff zu dieser altchristlichen Legende aus dem Prolog, der slawischen Version eines Synaxarions für die Stadt Konstantinopel, entnommen.

## Inhalt
Etwa in der Mitte des 2. Jahrhunderts n. Chr. in Alexandrien: Die vermögende, aber verwaiste schöne junge Ägypterin Asa hat von den Eltern einen großen Weinberg am Nilhang geerbt. Eines Abends nach dem Bade im Fluss verhindert sie in letzter Minute den Suizid eines ihr unbekannten bejahrten Griechen auf ihrem Weinberg. Asa lässt sich von dem Lebensmüden seine Geschichte erzählen. Er ist hochverschuldet. Der Gläubiger fordert die junge, schlanke Tochter des Schuldners als Beischläferin. Sonst wird der Schuldner im Gefängnis „verrecken“. Asa geht zu einem Wucherer, verpfändet ihr gesamtes Vermögen und schenkt es dem fremdgläubigen Zugewanderten. Ihrer unbesonnenen Güte wegen muss Asa die Besitzung verlassen und sich am Nil als Uferdirne durchschlagen.
Als sich Asa im Nil ertränken will, rettet sie ein Fremder. Dieser Christ bekehrt die Hure. Asa konvertiert.

## Rezeption
Während die zeitgenössische russische Literaturkritik keine Notiz von dem Text genommen habe, bekam Leskow Anerkennung seitens Gontscharows und Tolstois für die Grundhaltung „Ihr sind ihre vielen Sünden vergeben, weil sie so viel Liebe gezeigt hat. Wem aber nur wenig vergeben wird, der zeigt auch nur wenig Liebe“.

## Deutschsprachige Ausgaben
- Die schöne Asa. Aus dem Russischen übertragen von Karl Nötzel. S. 217–237 in Nikolai Ljesskow: Die schöne Asa. Der stählerne Floh. Die Kampfbereite. Drei Erzählungen. 237 Seiten. Verlag Karl Alber, Freiburg im Breisgau 1949

Verwendete Ausgabe:
- Die schöne Asa. Aus dem Russischen von Charlotte Kossuth. S. 477–593 in Eberhard Reißner (Hrsg.): Nikolai Leskow: Gesammelte Werke in Einzelbänden. Der Gaukler Pamphalon. 616 Seiten. Rütten & Loening, Berlin 1971 (1. Aufl.)